# Wish (canción de Arashi)
«Wish» es el decimoquinto sencillo de la boy band japonesa Arashi que fue lanzado el 16 de noviembre de 2005. El sencillo salió en dos ediciones una edición normal que contiene versiones en karaokes de las canciones del sencillo y una edición limitada que contiene una pista adicional. El sencillo debutó en el número uno en la lista Oricon con una venta inicial de 177 528 copias y abandonó la lista con una venta de 303 812 copias.
Venta totales hasta ahora: 307 019 (Hasta el 18 de mayo de 2009)

## Información del sencillo

### "Wish"
- Letras: Yoshi Kubota
- Compuesto por: Ooyagihiroo
- Arreglado por: Chokkaku
- La canción fue usada para el drama de televisión Hana Yori Dango

### "Ichioku No Hoshi"
- Letras: Spin
- Compuesto por: Kazz
- Arreglado por: ha-j

### "Futari No Kinenbi"
- Letras, compuesto y arreglado por: Shinji Yasuda
- Letras del Rap: Sakurai Sho

## Lista de pistas
- Edición Normal Lista de pistas

| Pista # | Título de pista                                         | Duración |
| ------- | ------------------------------------------------------- | -------- |
| 1       | "Wish"                                                  | 4:27     |
| 2       | "Ichioku No Hoshi" ("イチオクノホシ")                   | 4:30     |
| 3       | "Wish" (Karaoke)                                        | 4:27     |
| 4       | "Ichioku No Hoshi" (Karaoke) ("イチオクノホシ"カラオケ) | 4:30     |

- Edición Limitada Lista de pistas

| Pista # | Título de pista                       | Duración |
| ------- | ------------------------------------- | -------- |
| 1       | "Wish"                                | 4:27     |
| 2       | "Ichioku No Hoshi" ("イチオクノホシ") | 4:30     |
| 3       | "Futari no Kinenbi" ("二人の記念日")  | 4:47     |